# Болотна площа
Болотна площа (у XIX ст. іноді Лабазна, 1962–1993 — площа Рєпіна) — площа в Центральному адміністративному окрузі Москви. Від Болотної площі ведуть три вулиці: Болотна, Фалеєвський провулок, Болотна набережна.

## Походження назви
Назва XIV століття, походить від назви місцевості Болото.

## Історія

### 2011 рік

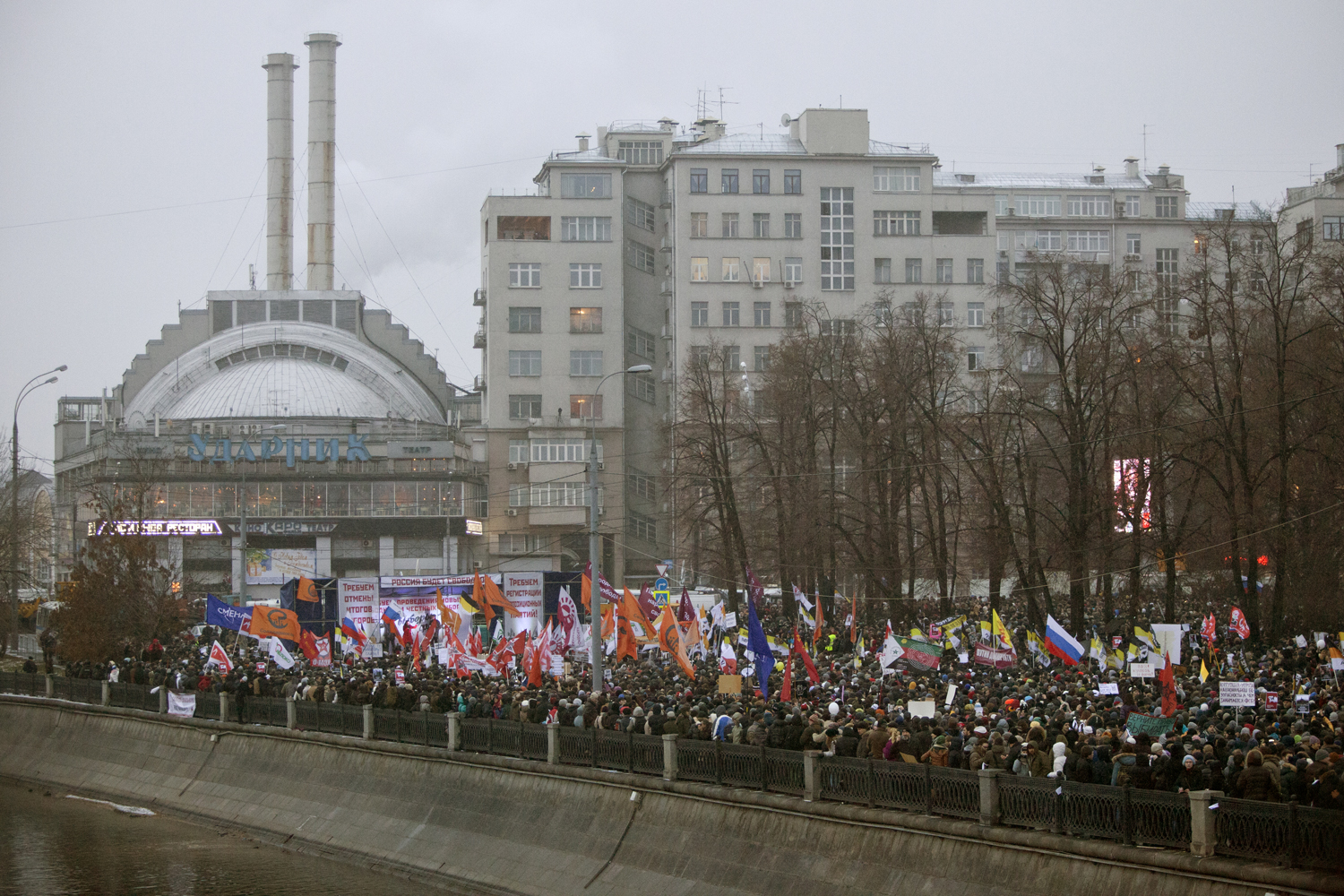
Мітинг 10 грудня 2011 року.

10 грудня 2011 року на Болотній площі відбувся мітинг «За чесні вибори», який став наймасовішою акцією протесту проти чинної влади в Росії з кінця 1990-х років. За різними оцінками мітинг зібрав від 25 до 150 тисяч осіб.

## Галерея

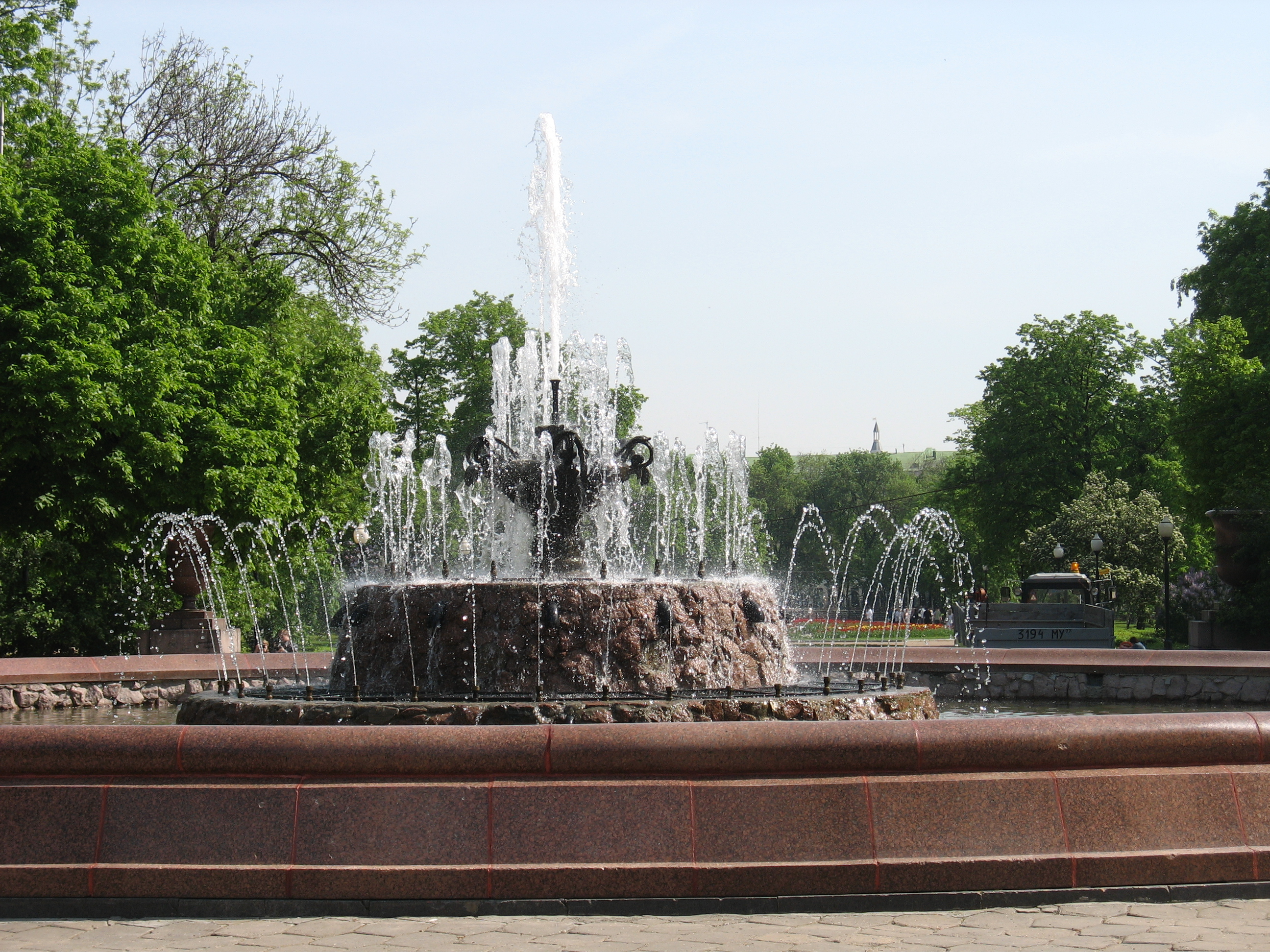
Рєпінський фонтан
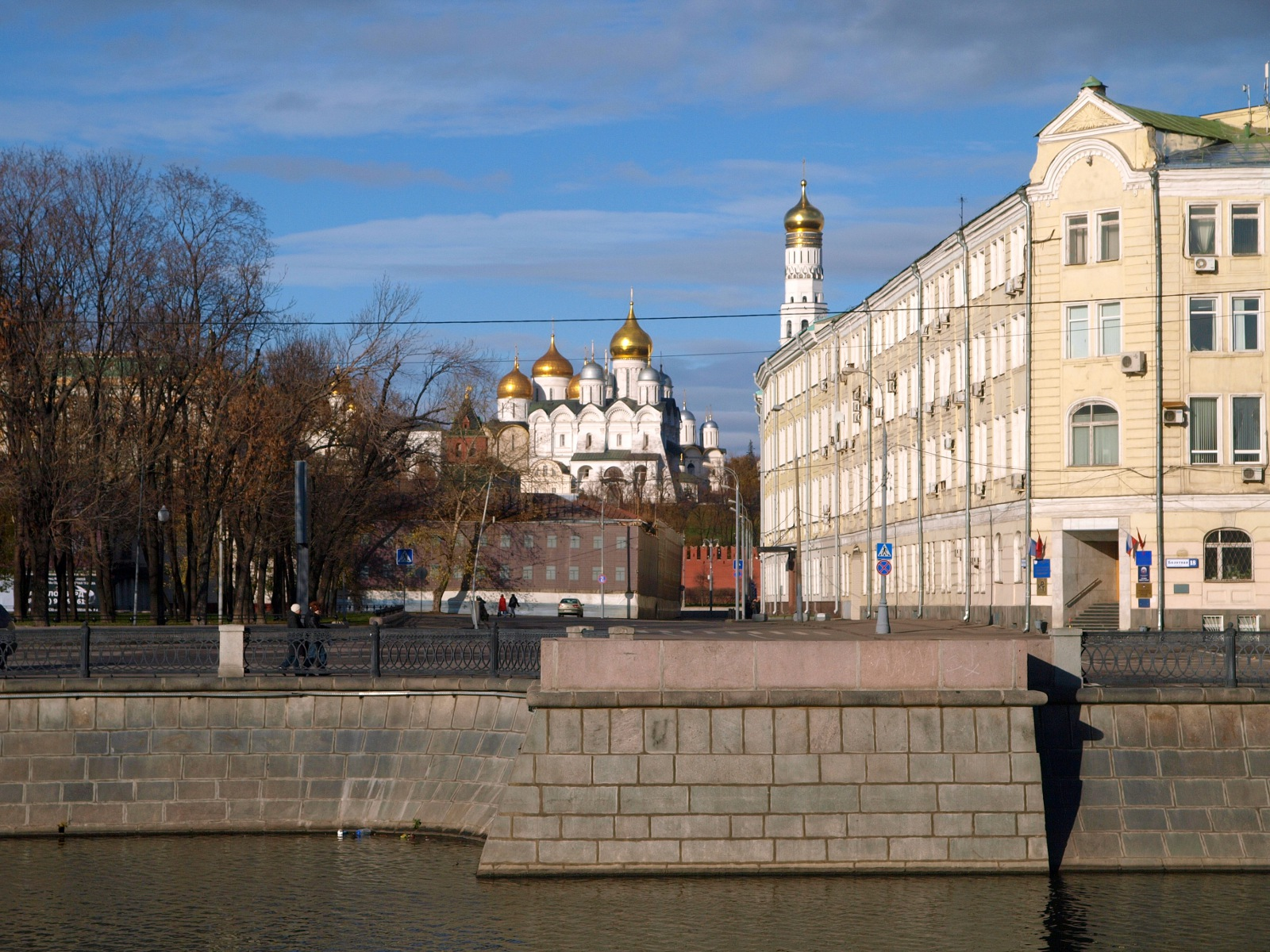
Набережна
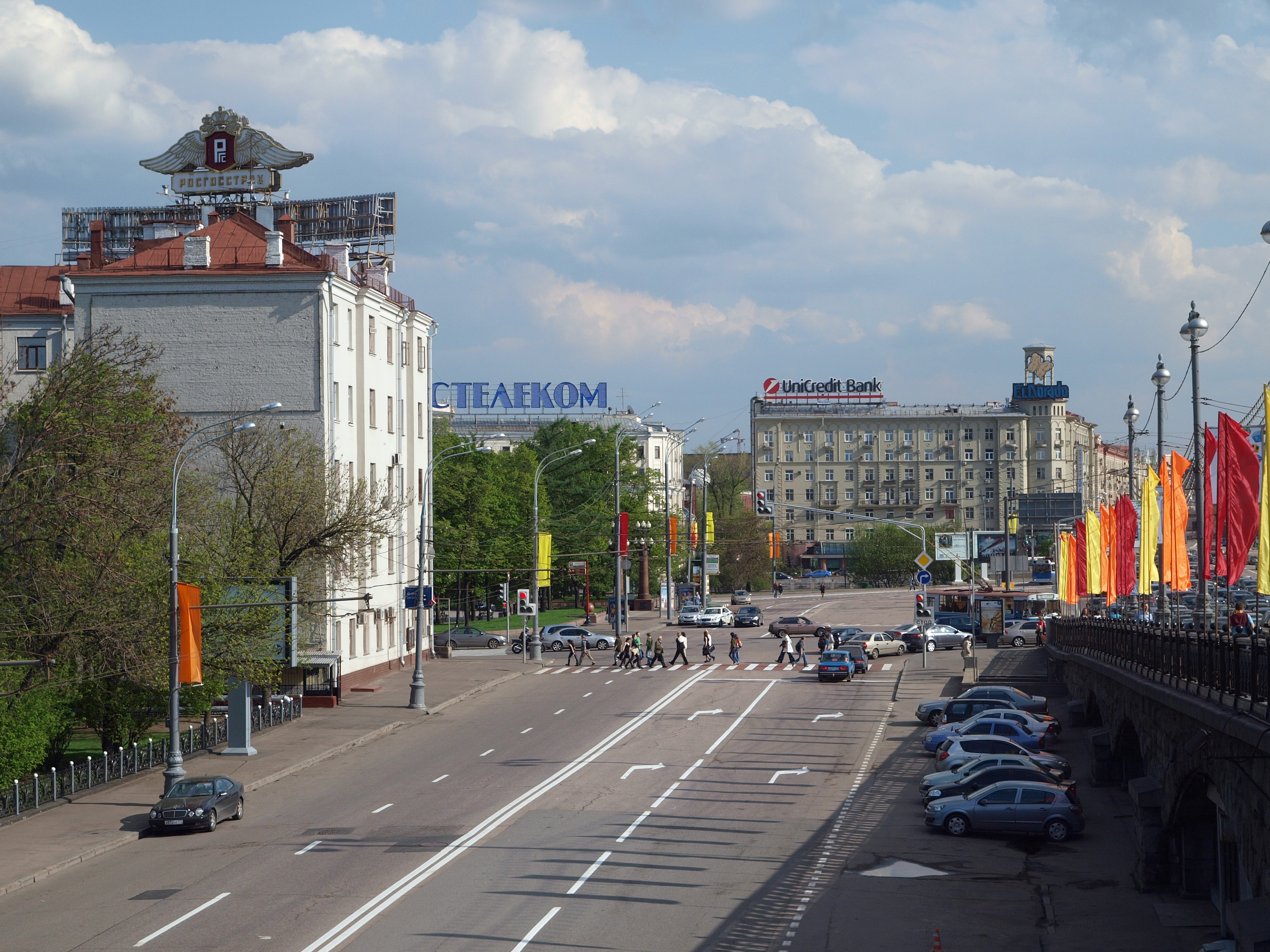
Болотна площа